# Oldehove
De Oldehove è una chiesa medievale che si trova al centro della città olandese di Leeuwarden. La torre della chiesa è pendente.

## Storia
Oldehove è anche il nome di una collina artificiale (terp in olandese) sulla quale alla fine del IX secolo fu costruita una chiesa cattolica dedicata a San Vito. La costruzione della torre della chiesa, in tardo stile gotico, cominciò nel 1529, quando i cittadini di Leeuwarden chiesero una torre più alta di quella della città di Groninga, la torre Martini. Incaricati della costruzione della torre furono Jacob van Aken (o Aaken) e, dopo la morte di questi, Cornelis Frederiksz. Durante la costruzione, la torre cominciò a inclinarsi, fenomeno che i costruttori cercarono di compensare inserendo vari "cunei", ma il progetto fu interrotto nel 1532 o 1533. Nel 1595-96, la chiesa ormai abbandonata, fu demolita, ma la torre esiste ancora oggi.

## Dati tecnici
La torre è alta circa 40 metri, con una pendenza di circa 2°, pari a 1,68 metri di strapiombo in direzione nord-ovest. È costruita quasi interamente con mattoni (i costruttori usarono anche blocchi di arenaria di Bentheim).

## Riferimenti
- Stenvert, R. et al. (2000). Monumenten in Nederland: Fryslân (Monumenti nei Paesi Bassi: Frisia), pag. 25, 41 e 189–196. Waanders Uitgevers, Zwolle, the Netherlands. ISBN 90-400-9476-4.